# Crevalcore
Crevalcore (en bolonyès Crevalcôr) és un municipi italià, situat a la regió d'Emília-Romanya i a la Ciutat metropolitana de Bolonya. L'any 2010 tenia 13.580 habitants. Limita amb els municipis de Camposanto (MO), Cento (FE), Finale Emilia (MO), Nonantola (MO), Ravarino (MO), San Giovanni in Persiceto, Sant'Agata Bolognese i Bomporto (MO).

## Història
El municipi té el seu origen en un castell medieval i durant el segle xiii va participar en totes les guerres que enfrontaren les ciutats italianes amb l'Imperi Germànic.
El 7 de gener de 2005 s'hi va produir un accident ferroviari quan un tren de viatger va xocar amb un altre de mercaderies, amb un resultat de 17 morts.

## Fills il·lustres
- Marcello Malpighi (1628-1694), metge
- Tommaso Bai (1650-1714) cantant i compositor.

## Administració
| Període | Identitat       | Partit |
| ------- | --------------- | ------ |
| 2009-   | Claudio Broglia | PD     |